# Octave Dayen
Octave Dayen (ur. 6 czerwca 1906 w Parsac, zm. 14 września 1987 tamże) – francuski kolarz szosowy i torowy, złoty medalista szosowych mistrzostw świata.

## Kariera
Największy sukces w karierze Octave Dayen osiągnął w 1926 roku, kiedy zdobył złoty medal w wyścigu ze startu wspólnego amatorów podczas szosowych mistrzostw świata w Turynie. W zawodach tych wyprzedził bezpośrednio swego rodaka Jules'a Merviela oraz Włocha Piero Polano. Był to jedyny medal wywalczony przez Dayena na międzynarodowej imprezie tej rangi. W 1928 roku wystąpił na igrzyskach olimpijskich w Amsterdamie, gdzie był siódmy w drużynie, a indywidualnie zajął 23. miejsce. Na tych samych igrzyskach startował także na torze – był czwarty w drużynowym wyścigu na dochodzenie oraz w wyścigu na 1 km, w którym przegrał walkę o medal z Edgarem Grayem z Australii. Ponadto był trzeci w wyścigu Paryż-Troyes w 1926 roku i Paryż-Evreux rok później, a w 1928 roku wygrał Paryż-Chauny. Dwukrotnie wygrywał też zawody torowe cyklu Six Days. Jako zawodowiec startował w latach 1929-1936.